# Austin Kleba
Austin Kleba (Campton Hills, 27 juli 1999) is een Amerikaans langebaanschaatser. Zijn specialisatie ligt op de korte afstanden. Tijdens de Olympische Winterspelen 2022 in Peking vertegenwoordigde hij de Verenigde Staten op de 1500 meter. Hij eindigde 27e met een tijd van 35,40.

## Persoonlijke records[2]
| Afstand     | Tijd     | Datum             | Baan           |
| ----------- | -------- | ----------------- | -------------- |
| 500 meter   | 34,56    | 3 december 2021   | Salt Lake City |
| 1000 meter  | 1.08,27  | 5 december 2021   | Salt Lake City |
| 1500 meter  | 1.47,49  | 21 oktober 2022   | Salt Lake City |
| 3000 meter  | 4,01,19  | 16 september 2017 | Milwaukee      |
| 5000 meter  | 6.58,27  | 10 maart 2017     | Salt Lake City |
| 10000 meter | 15.35,48 | 26 maart 2016     | Milwaukee      |

(laatst bijgewerkt: 28 oktober 2022)

## Resultaten
| Jaar | Olympische Spelen  | WK Sprint                | WK Afstanden  | WK Junioren                            |
| ---- | ------------------ | ------------------------ | ------------- | -------------------------------------- |
| 2016 |                    |                          |               | 55e 500m 30e 1000m 32e 1500m           |
| 2017 |                    |                          |               | 15e 500m 30e 1000m 31e 1500m 32e 5000m |
| 2018 |                    |                          |               | 9e 500m 12e 1000m                      |
| 2019 |                    |                          |               | 46e 500m 6e 1000m                      |
|      |                    |                          |               |                                        |
| 2022 | 27e 500m 29e 1000m | 14e (17e, 14e, 15e, 14e) |               |                                        |
| 2023 |                    |                          | 6e teamsprint |                                        |
| 2024 |                    |                          | 6e teamsprint |                                        |
| 2025 |                    |                          | teamsprint    |                                        |